# 大理小檗
大理小檗（学名：Berberis taliensis）为小檗科小檗属的植物，为中国的特有植物。分布在中国大陆的云南等地，生长于海拔3,000米至3,900米的地区，见于松林下，目前尚未由人工引种栽培。